# Grand Prix Formule 1 van Frankrijk 2004
De Grand Prix Formule 1 van Frankrijk 2004 werd gehouden op 4 juli 2004 op het Circuit Magny-Cours in Magny-Cours.

## Uitslag
| Positie | Nummer | Rijder               | Team               | Ronden | Tijd/Opgave | Startplaats | Punten |
| ------- | ------ | -------------------- | ------------------ | ------ | ----------- | ----------- | ------ |
| 1       | 1      | Michael Schumacher   | Scuderia Ferrari   | 70     | 1:30:18.133 | 2           | 10     |
| 2       | 8      | Fernando Alonso      | Renault            | 70     | +8.329      | 1           | 8      |
| 3       | 2      | Rubens Barrichello   | Scuderia Ferrari   | 70     | +31.622     | 10          | 6      |
| 4       | 7      | Jarno Trulli         | Renault            | 70     | +32.082     | 5           | 5      |
| 5       | 9      | Jenson Button        | BAR-Honda          | 70     | +32.482     | 4           | 4      |
| 6       | 5      | David Coulthard      | McLaren - Mercedes | 70     | +35.520     | 3           | 3      |
| 7       | 6      | Kimi Räikkönen       | McLaren - Mercedes | 70     | +36.230     | 9           | 2      |
| 8       | 3      | Juan Pablo Montoya   | Williams-BMW       | 70     | +43.419     | 6           | 1      |
| 9       | 14     | Mark Webber          | Jaguar Racing      | 70     | +52.394     | 12          |        |
| 10      | 4      | Marc Gené            | Williams-BMW       | 70     | +58.166     | 8           |        |
| 11      | 15     | Christian Klien      | Jaguar Racing      | 69     | +1 Ronde    | 13          |        |
| 12      | 11     | Giancarlo Fisichella | Sauber - Petronas  | 69     | +1 Ronde    | 15          |        |
| 13      | 12     | Felipe Massa         | Sauber - Petronas  | 69     | +1 Ronde    | 16          |        |
| 14      | 16     | Cristiano da Matta   | Toyota             | 69     | +1 Ronde    | 11          |        |
| 15      | 17     | Olivier Panis        | Toyota             | 68     | +2 Rondes   | 14          |        |
| 16      | 18     | Nick Heidfeld        | Jordan-Ford        | 68     | +2 Rondes   | 17          |        |
| 17      | 19     | Giorgio Pantano      | Jordan-Ford        | 67     | +3 Rondes   | 18          |        |
| 18      | 20     | Gianmaria Bruni      | Minardi - Cosworth | 66     | +4 Rondes   | 19          |        |
| Ret     | 21     | Zsolt Baumgartner    | Minardi - Cosworth | 31     | Gespind     | 20          |        |
| Ret     | 10     | Takuma Sato          | BAR-Honda          | 15     | Motor       | 7           |        |

## Wetenswaardigheden
- Laatste punten van 2004: Jarno Trulli.
- Rondeleiders: Fernando Alonso 36 (1-32; 43-46) en Michael Schumacher 34 (33-42; 47-70).
- Ralf Schumacher had in de vorige race en serieus ongeluk en stond 6 Grands Prix niet aan de start. Marc Gené verving hem in deze en de volgende race.
- Michael Schumacher maakte vier pitstops.
- Rubens Barrichello haalde Jarno Trulli een bocht voor het einde in en finishte zo op het podium.

## Statistieken
| Snelste ronde | Michael Schumacher | Scuderia Ferrari | 1:15.377 |

## Noot
- Dit was de zevende overwinning van de Grote Prijs van Frankrijk voor Michael Schumacher (eerdere overwinningen in 1994, 1995, 1997, 1998, 2001 en 2002) en daarmee vestigde hij een nieuw record. Hij verbrak het oude record van Alain Prost (6), gevestigd tijdens de Grote Prijs van Frankrijk van 1993.

1906 · 1907 · 1908 · 1912 · 1913 · 1914 · 1921 · 1922 · 1923 · 1924 · 1925 · 1926 · 1927 · 1928 · 1929 · 1930 · 1931 · 1932 · 1933 · 1934 · 1935 · 1936 · 1937 · 1938 · 1939 · 1947 · 1948 · 1949 · 1950 · 1951 · 1952 · 1953 · 1954 · 1956 · 1957 · 1958 · 1959 · 1960 · 1961 · 1962 · 1963 · 1964 · 1965 · 1966 · 1967 · 1968 · 1969 · 1970 · 1971 · 1972 · 1973 · 1974 · 1975 · 1976 · 1977 · 1978 · 1979 · 1980 · 1981 · 1982 · 1983 · 1984 · 1985 · 1986 · 1987 · 1988 · 1989 · 1990 · 1991 · 1992 · 1993 · 1994 · 1995 · 1996 · 1997 · 1998 · 1999 · 2000 · 2001 · 2002 · 2003 · 2004 · 2005 · 2006 · 2007 · 2008 · 2018 · 2019 · 2021 · 2022